# Сакти
Сакти́ (рос. Сакты, башк. Саҡты) — село у складі Шаранського району Башкортостану, Росія. Входить до складу Писаревської сільської ради.
Населення — 260 осіб (2010; 272 у 2002).
Національний склад:
- марійці — 90 %